# Józefowo (Wójtówka)
 Józefowo – część wsi Wójtówka w Polsce położona w województwie kujawsko-pomorskim, w powiecie aleksandrowskim, w gminie Bądkowo.
W latach 1975–1998  Józefowo należało administracyjnie do województwa włocławskiego.